# Napier Bay
Napier Bay är en vik i Kanada.   Den ligger i territoriet Nunavut, i den norra delen av landet, 3 600 km norr om huvudstaden Ottawa.
Trakten runt Napier Bay är permanent täckt av is och snö. Trakten runt Napier Bay är nära nog obefolkad, med mindre än två invånare per kvadratkilometer.